# Schloss Hummelsberg

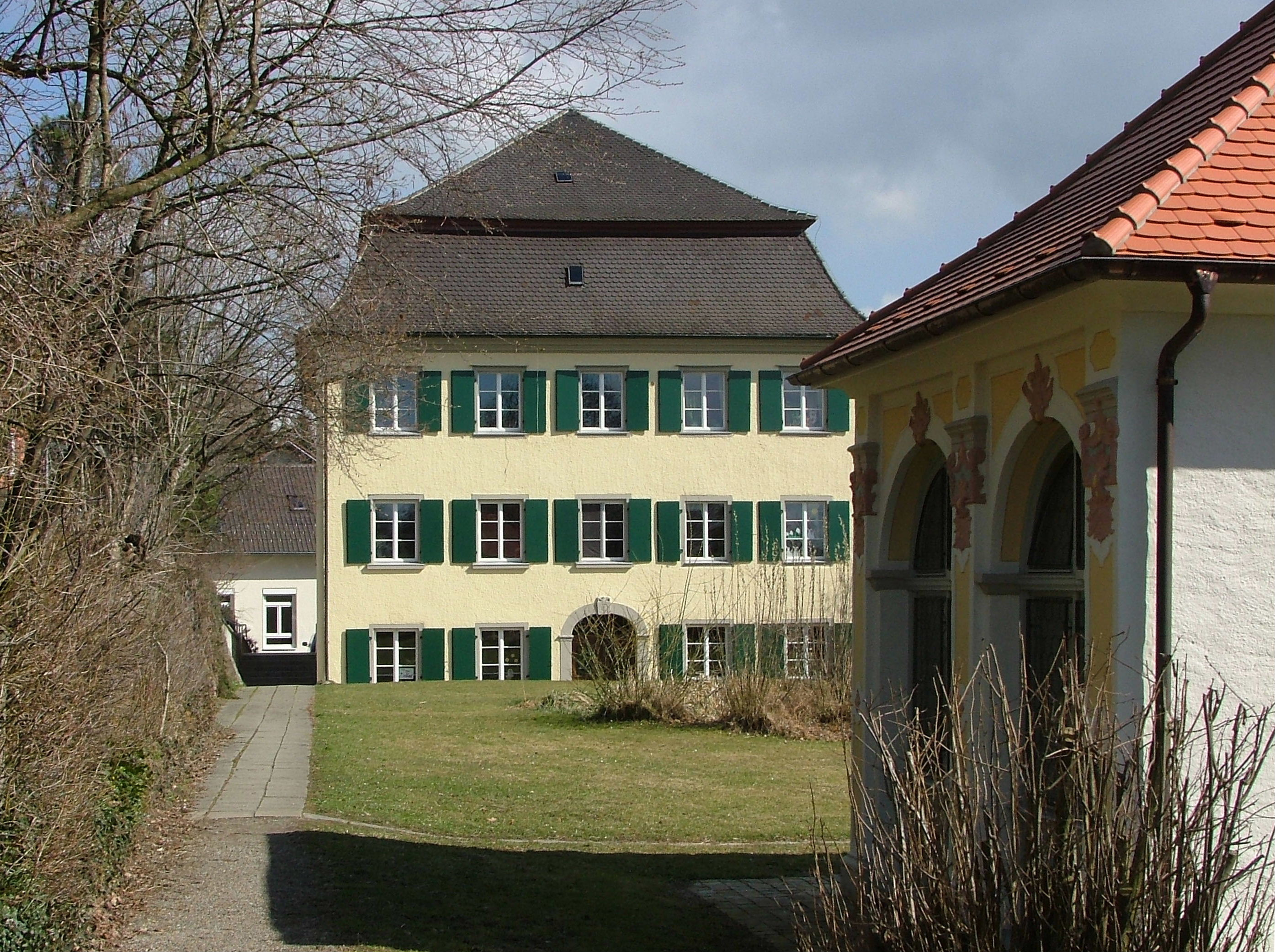
Schloss Hummelsberg

Schloss Hummelsberg (auch Furtenbach-Schlösschen genannt) ist ein früheres Schlösschen des schwäbischen Patriziergeschlechts der 	Furt(t)enbach in Leutkirch im Allgäu im Landkreis Ravensburg im Südosten von Baden-Württemberg. Das Anwesen ist heute im Besitz der Stiftung St. Anna.

## Geschichte
Das sogenannte Furtenbach-Schlösschen ist eine barocke Anlage aus dem 18. Jahrhundert (wohl um 1736). Sie befindet sich am Südhang der Wilhelmshöhe, dem Hummelsberg. Daniel von Unold erwarb das Schlösschen 1792 von den Erbauern, der Patrizierfamilie Furtenbach.
Das Gartenhaus, heute Kapelle, ist mit Stukkaturen um 1800 versehen.
Die Stiftung St. Anna, die im Jahr 1867 als private Stiftung kirchlichen Rechts entstand, erwarb das Schloss. Geleitet wurde sie von den Schwestern der Vinzentinerinnenkongregation aus Schwäbisch Gmünd, heute Untermarchtal, die 1990 die Einrichtung aus Altersgründen verlassen haben.
Die St. Annapflege mit Ummauerungen und Toren (Schloss Hummelsberg) ist in der Denkmalliste der Stadt Leutkirch im Allgäu aufgeführt.